# Osho-meditatie
De verschillende meditaties van de Indiase spiritueel leermeester Bhagwan Sri Rajneesh, later Osho genoemd, zijn bedoeld voor de westerse mens om de stress van alledag te doorbreken en 'lucht te geven aan onderdrukte gevoelens en verlangens'. De essentie van de meditaties is 'het getuige zijn', dat wil zeggen om niet geassocieerd te zijn met welke emotie of welke gedachte ook.
Dit zijn een aantal van de meditaties:
- Dynamische meditatie (Dynamic)
- Kundalini
- Mystieke roos
- Niet denken meditatie (No mind)
- Nataraj
- Wervelmeditatie
- Lachmeditatie
- Vipassana
- Nadabrahma
- Aum
- Gourishankar
- Mandala-meditatie

## Bron
Osho Rajneesh, Meditatie ISBN 978-90-5980-038-0